# Ferrovia Mantova-Monselice
La ferrovia Mantova-Monselice è una linea ferroviaria secondaria che corre lungo la pianura Padana e collega Mantova, in Lombardia, con la località veneta di Monselice, la cui stazione è posta sulla ferrovia Padova-Bologna.

## Storia
| Tratta               | Inaugurazione    |
| -------------------- | ---------------- |
| Cerea-Legnago        | 6 agosto 1877    |
| Monselice-Montagnana | 16 maggio 1885   |
| Mantova-Cerea        | 27 marzo 1886    |
| Legnago-Montagnana   | 31 dicembre 1886 |

I primi accenni alla costruzione di una ferrovia che collegasse Sant'Elena di Este a Legnago passando per Montagnana e Pressana si ritrovano in alcuni documenti risalenti al 1865. Ad essa seguirono numerosi progetti e varianti. Verso la fine del 1871, la società concessionaria della ferrovia Mantova-Modena, autorizzata dal Ministero dei lavori pubblici, effettuò alcuni rilievi per una strada ferrata che da Mantova conducesse anche a Legnago ed Este collegandosi alla linea Padova-Bologna. Quest'ultimo progetto ottenne l'interesse da una parte di Padova, perché si sarebbe collegata ai territori della sua bassa provincia e al distretto montagnanese della canapa, dall'altra di Mantova, che desiderava un collegamento alla città patavina ed a Venezia. Il progetto fu discusso il 1º dicembre 1872 a Roma, presso il ministero competente.
Nonostante la legge 29 giugno 1873, n. 1475 ne contemplasse la costruzione, fino al 1878 non ci fu nessun altro avanzamento del progetto, tanto che questo silenzio diede inizio ad una lunga serie di interventi nella Camera dei deputati i quali furono proposti da alcuni parlamentari legati al territorio attraversato dalla ferrovia.
Il parlamentare Luigi Chinaglia, montagnanese, ripetutamente ribadì l'importanza del progetto e la necessità di predisporre i finanziamenti. Solo nel 1883 partì l'asta per i lavori del tronco da Monselice a Montagnana, prevedendo l'apertura della linea per l'anno successivo. Tuttavia, i lavori si prolungarono fino al 1885, quando l'11 maggio arrivò la comunicazione per l'apertura dell'esercizio del primo tronco, tra Monselice e Montagnana, per il successivo 16, ricorrenza festeggiata con un treno speciale che condusse le autorità tra le due città.
Il resto della linea fu completato nel 1886: il tronco tra Mantova e Cerea fu aperto all'esercizio il 27 marzo, mentre quello tra Legnago e Montagnana il 31 dicembre.
Secondo la Deputazione provinciale di Padova, il costo dell'opera fu pari a lire 7.810.614.
Nel 1985 fu festeggiato il centenario del primo tronco da Monselice a Montagnana con un treno speciale trainato dalla locomotiva a vapore 625.142, mentre le stazioni furono addobbate a festa.
Nella seconda metà degli anni novanta fu iniziata l'installazione degli impianti per la trazione elettrica, completati nel 1997. Nel 2006 è stato installato il sistema Sistema di controllo della marcia del treno (SCMT) e rinnovato l'armamento impiegando rotaie da 60 UNI. In diverse stazioni sono stati soppressi alcuni binari non più utilizzati ed installati nuovi deviatoi sostenuti da traverse in calcestruzzo che consentono una velocità massima di 60 km/h.
A partire dal 15 dicembre 2013 viene introdotto il nuovo orario della Regione del Veneto, strutturato con treni regionali a cadenzamento orario tra i due capolinea e tra Legnago e Monselice. Nelle fasce pendolari, due collegamenti sono prolungati verso Padova ed uno verso Venezia limitato a Mestre con corsa serale di ritorno. Contestualmente al nuovo orario viene avviato il servizio commerciale degli elettrotreni FLIRT Stadler ETR 343 acquistati dalla Regione Veneto e concessi in comodato d'uso a Trenitalia.

## Caratteristiche
La linea è una ferrovia, lunga 85 km, gestita dal compartimento di Verona di Rete Ferroviaria Italiana (RFI) che la qualifica come complementare. È in esercizio con Dirigente Centrale Operativo (DCO), sedente a Verona, in regime di blocco conta-assi.
La ferrovia è elettrificata a 3 000 volt in corrente continua ed è a binario semplice, tranne nel tratto in cui è in comune con la ferrovia Verona–Rovigo, tra Cerea e Legnago, dove è a doppio binario.
La linea è interamente attrezzata con Sistema di controllo della marcia del treno (SCMT), mentre nel breve tratto tra Cerea e Legnago è presente anche il sistema Sistema di Comando e Controllo SCC utilizzato sulla Verona - Rovigo. Il fiume Adige è attraversato presso Legnago da un lungo ponte a travate metalliche.

## Percorso
|  | Unknown route-map component "STR+l" | Unknown route-map component "CONTfq" |

| Station on track |

| Unknown route-map component "CONTgq" | Unknown route-map component "ABZgr" |  |

| Unknown route-map component "uexCONTgq" | Unknown route-map component "emKRZ" | Unknown route-map component "uexCONTfq" |

| Station on track |

| Unknown route-map component "hKRZWae" |

| Unknown route-map component "KDSTaq" | Unknown route-map component "ABZgr" |  |

| Station on track |

| Station on track |

| Unknown route-map component "STR+GRZq" |

| Stop on track |

| Unknown route-map component "STRc2" | Unknown route-map component "xABZg3" |  |

| Unknown route-map component "ABZ+1l" | Unknown route-map component "xKRZ" + Unknown route-map component "STRc4" | Unknown route-map component "CONTfq" |

| Station on track | Unknown route-map component "exBHF" |  |

| Unknown route-map component "dCONTgq" | Unknown route-map component "KRWl" + One way rightward | Unknown route-map component "xKRWg+r" | Unknown route-map component "d" |  |

| Station on track |

| Small bridge over water |

|  | Unknown route-map component "ABZg+l" | Unknown route-map component "CONTfq" |

| Station on track |

| Unknown route-map component "eHST" |

| Unknown route-map component "exCONTgq" | Unknown route-map component "eABZg+r" |  |

| Station on track |

| Unknown route-map component "CONTgq" | Unknown route-map component "ABZgr" |  |

| Unknown route-map component "eBHF" |

| Unknown route-map component "hKRZWae" |

|  | Unknown route-map component "eABZgl" | Unknown route-map component "exCONTfq" |

| Stop on track |

| Station on track |

|  | Station on track | Unknown route-map component "uexKBHFa" |

|  | Unknown route-map component "d" | Straight track | Unknown route-map component "uexSTRl" | Unknown route-map component "uexdCONTfq" |

| Station on track |

| Unknown route-map component "HSTeBHF" |

| Unknown route-map component "d" | Unknown route-map component "uexCONTgq" | Unknown route-map component "emKRZo" | Unknown route-map component "uexABZq+l" | Unknown route-map component "uexdCONTfq" |

|  | Station on track | Unknown route-map component "uexKBHFe" |

| Unknown route-map component "CONTgq" | Unknown route-map component "ABZg+r" |  |

| Station on track |

|  | One way leftward | Unknown route-map component "CONTfq" |

## Traffico

### Passeggeri
Negli anni settanta e ottanta, per il traffico passeggeri erano impiegate automotrici termiche ALn 773 e le rimorchiate Ln 664. A partire dalla seconda metà degli anni ottanta iniziarono a essere utilizzate composizioni di carrozze FS tipo MDVC trainate da locomotive D.445 provenienti dal deposito di Verona.
Nel 2006 cessano i servizi lungo la linea delle automotrici ALn 668 serie 1700, a seguito del trasferimento della dotazione di Verona a Reggio Calabria e il noleggio di quattro unità a FER presso Suzzara.
Fino al 2008 erano utilizzate anche composizioni di materiale ordinario con carrozze Piano Ribassato o Doppio Piano con locomotive E.424, talvolta sostituite da E.646, E.464 o E.632.
Le automotrici ALn 668 serie 1000 circolano sulla linea fino al 2011, contestualmente al progressivo trasferimento delle unità veronesi presso altri depositi, come Cremona e Reggio Calabria.
Fino al 15 dicembre 2013 la maggior parte delle corse erano effettuate con elettromotrici ALe 801/940 e rimorchiate Le 108, TAF (ALe 426+Le 736+Le 736+ALe 506), Minuetto (ALe502+Le220+ALe501) ed automotrici diesel ALn 668 serie 1200 e 3000; alcune corse erano effettuate anche dalla società Sistemi Territoriali che alternava rispettivamente le proprie ALn 668 e 663 saltuariamente i moderni ATR 110 con le automotrici ALn 668 serie 1200 prese in noleggio da Trenitalia.
Al 2023, la linea è servita da treni regionali cadenzati espletati da Trenitalia con l'impiego come materiale rotabile degli elettrotreni Stadler FLIRT (ETR343) ottenuti in comodato d'uso dalla Regione Veneto oppure da ETR104 Pop; le destinazioni, oltre ai due capolinea si prolungano anche verso le stazioni di Padova e Venezia Mestre.
I principali nodi di interscambio sono le stazioni di Mantova, Nogara, Cerea, Legnago e Monselice.

### Merci
Il traffico merci lungo la linea è generato principalmente:
- dalle attività della raffineria IES, la quale è collegata con un raccordo alla stazione di Mantova Frassine (poco utilizzato);
- dallo stabilimento Versalis, società chimica di ENI, raccordato alla stazione di Mantova Frassine;
- dal raccordo diretto al porto Valdaro di Mantova e dalle aziende raccordate

Negli anni settanta, il trasporto di merci tra Legnago, Cerea e Bovolone necessitava di lunghi treni raccoglitore, generalmente a carico di locomotive 741 del deposito veronese.
Nei pressi della stazione di Este, la ferrovia era raccordata allo stabilimento dell'attuale Veneta Mineraria, che si occupa di lavorazione di minerali. Per le manovre veniva utilizzato un automotore Antonio Badoni Lecco tipo Sogliola.

### Treni storici
La linea è impiegata anche per l'effettuazione di treni storici e turistici, che hanno interessato principalmente la stazione di Montagnana, a servizio dell'omonima cittadina. Il 29 agosto 2003 questa fu raggiunta da Mantova con un convoglio d'agenzia tedesco, composto da nove vetture BFS (Bürgerverein zur Förderung des Schienenverkehrs e.V.) trainato dalla locomotiva elettrica E.626.231.
Il 12 aprile 2004 e il 28 marzo 2005 in occasione della giornata nazionale "Bicintreno", promossa da Trenitalia e dalla Federazione Italiana Amici della Bicicletta (FIAB) a sostegno del trasporto integrato bici-treno, sono stati effettuati due treni straordinari tra le città murate di Montagnana e Cittadella con materiale rotabile dell'Associazione Veneta Treni Storici (AVTS). Nel primo anno di effettuazione il convoglio fu composto dalla locomotiva elettrica E.626.231, nel secondo anno dalla locomotiva a vapore 740.038, entrambe in testa a vetture "Corbellini", "Centoporte" e carri Gabs per il trasporto delle biciclette.